# 36-os busz (Budapest)
A budapesti 36-os jelzésű autóbusz Pestszentlőrinc vasútállomás és Csepel, Csillagtelep között közlekedik. 2008. augusztus 20-áig a 19-es és az 59A jelzést viselte. A vonalat az ArrivaBus üzemelteti.

## Története
A mai formájában létező 36-os busz, a korábbi 19-es és 136-os busz útvonalán közlekedik. 2008. augusztus 21. előtt a 36-os busz másik útvonalon járt, ennek nagy részét napjainkban a 93-as busz járja be.
2008. augusztus 21-étől a 19-es autóbuszok útvonalán új, 36-os jelzéssel autóbuszjárat közlekedik, meghosszabbított útvonalon a megszűnő 59A kiváltására Csepel Csillagtelep és Pestszentlőrinc, MÁV-állomás között. A korábbi 36-os járat megszűnik, helyette a 93-as busz fedi le a járat útvonalának nagy részét. 2009. szeptember 1-jétől az autóbuszok egyik irányban sem érintik a pesterzsébeti Tesco áruházat. Ehelyett a Tesco által bérelt, de a Ventona Kft. által működtetett autóbuszok közlekedtek a Pesterzsébet városközpont – Pesterzsébet, TESCO vonalon. 2015. október 1-jétől az újonnan létesített Köves út / Szentlőrinci út megállóhelyen is megáll.
2021. július 3-ától hétvégente és ünnepnapokon, majd 2021. július 12-étől 2022. április 30-áig minden nap első ajtós felszállás volt érvényben. 2022. május 1-jétől ismét csak hétvégén és ünnepnapokon, 2025. május 12-étől pedig munkanapokon 20 óra után is csak az első ajtón lehet felszállni, ahol a járművezető ellenőrzi az utazási jogosultságot.

## Útvonala
| Pestszentlőrinc vasútállomás felé | Csepel, Csillagtelep felé |
| --- | --- |
| Csepel, Csillagtelep vá. – Vénusz utca – Szabadság utca – Kölcsey utca – Völgy utca – Kossuth Lajos utca – Szent István út – II. Rákóczi Ferenc út – Szent Imre tér – Kossuth Lajos utca – Ady Endre út – Gubacsi híd – felüljáró – Topánka utca – Baross utca – Tinódi utca – Vágóhíd utca – Alsóhatár út – Külső Vörösmarty utca – Tartsay utca – Köves út – Jahn Ferenc Kórház szervizút – Köves út – Szentlőrinci út – felüljáró – Méta utca – Kele utca – Kinizsi Pál utca – Baross utca – Kossuth Lajos utca – Városház utca – Üllői út – Lakatos út – Jegenye fasor – Pestszentlőrinc vasútállomás vá. | Pestszentlőrinc vasútállomás vá. – Jegenye fasor – Lakatos út – Üllői út – Baross utca – Margó Tivadar utca – Kele utca – Méta utca – felüljáró – Szentlőrinci út – Köves út – Tartsay utca – Külső Vörösmarty utca – Vörösmarty utca – Előd utca – Vágóhíd utca – Tinódi utca – Baross utca – Topánka utca – felüljáró – Gubacsi híd – Ady Endre út – Kossuth Lajos utca – Szent Imre tér – Kossuth Lajos utca – Völgy utca – Kölcsey utca – Szabadság utca – Orion utca – Mars utca – Vénusz utca – Csepel, Csillagtelep vá. |
| | |

## Megállóhelyei
| 0  | Pestszentlőrinc vasútállomás végállomás            | 58 | 98, 98E, 200E, 217, 217E S50                                                              | Vasútállomás |
| 1  | Felsőcsatári köz                                   | 57 | 95, 98, 98E, 193E, 200E, 217, 217E, 282E, 284E 577                                        | |
| 3  | Lakatos úti lakótelep                              | 55 | 182, 182A, 184                                                                            | |
| 4  | Üllői út (↓) Lakatos út (↑)                        | 54 |                                                                                           | |
| 6  | Kemény Zsigmond utca                               | 52 | 50 236, 236A                                                                              | |
| ∫  | Baross utca                                        | 51 | 50 93, 93A, 236, 236A                                                                     | |
| ∫  | Thököly út                                         | 50 | 50 93, 93A, 236, 236A                                                                     | |
| 7  | Baross utca (↓) Kossuth Lajos utca (↑)             | 48 | 93, 93A, 236, 236A                                                                        | |
| 8  | Margó Tivadar utca                                 | 46 | 93, 93A, 136, 236, 236A                                                                   | |
| 9  | Kinizsi Pál utca                                   | ∫  |                                                                                           | |
| ∫  | Fiatalság utca                                     | 45 | 132E, 136, 142E, 236, 236A                                                                | |
| 10 | Szent Lőrinc-telep                                 | 44 | 132E, 142E, 194, 194B                                                                     | |
| 12 | Ipacsfa utca                                       | 42 | 142E, 194, 194B, 198                                                                      | |
| 13 | Besence utca                                       | 41 | 194B, 198                                                                                 | |
| 14 | Dél-pesti autóbuszgarázs                           | 40 | 198                                                                                       | Dél-pesti autóbuszgarázs |
| 15 | Nagykőrösi út                                      | 39 | 54, 55, 84E, 89E, 94E, 254E, 255E, 294E                                                   | |
| 18 | Köves út / Szentlőrinci út                         | 35 |                                                                                           | Aldi áruház |
| 19 | Írisz utca                                         | 34 |                                                                                           | |
| 20 | Mesgye utca                                        | 33 | 35, 123, 123A, 135, 224, 224E                                                             | |
| 21 | Jahn Ferenc Kórház                                 | 32 | 35, 123, 123A, 135, 224, 224E                                                             | Jahn Ferenc Kórház |
| 23 | Szent László utca / Tartsay utca                   | 30 | 135                                                                                       | |
| 24 | Erzsébeti temető                                   | 29 | 135                                                                                       | Pesterzsébeti temető |
| 25 | Előd utca (↓) Vörösmarty utca (↑)                  | 28 | 135 2B, 52                                                                                | Pesterzsébeti „Kispiac” |
| 26 | Vágóhíd utca (↓) Előd utca (↑)                     | 27 | 135                                                                                       | |
| 27 | Lehel utca (↓) Bolyai János utca (↑)               | 26 |                                                                                           | Knorr Bremse Hungária Fékgyár |
| 28 | Akácfa utca                                        | 25 |                                                                                           | |
| 29 | Klapka utca (↓) Torontál utca (↑)                  | 24 |                                                                                           | Óvoda |
| 30 | Tinódi utca                                        | 23 |                                                                                           | |
| 31 | Nagysándor József utca                             | 22 | 151                                                                                       | |
| 32 | Pesterzsébet, Kossuth Lajos utca                   | 21 |                                                                                           | Pesterzsébeti Múzeum, Csili Kulturális Központ |
| 34 | Pesterzsébet, Baross utca                          | 20 | 35, 66E, 119, 148, 151, 166, 224, 224E                                                    | |
| 35 | Sósfürdő                                           | 18 | 35, 148, 151 119 (Csepeli átjáró)                                                         | Pesterzsébeti Jódos-Sós Gyógy- és Strandfürdő |
| 36 | Papírgyár                                          | 16 | 35, 148, 151                                                                              | Papírgyár |
| 37 | Védgát utca                                        | 15 | 35, 148, 151                                                                              | LIDL áruház |
| 39 | Kossuth Lajos utca / Ady Endre út                  | 14 | 35, 148, 151, 179                                                                         | |
| 41 | Szent Imre tér (↓) Szent Imre tér H (↑)            | 12 | 35, 38, 38A, 71, 138, 148, 151, 152, 159, 179, 238, 278 672, 673, 674, 675, 676, 688, 690 | Csepeli Polgármesteri Hivatal, Okmányiroda, XXI. kerületi rendőrség, I. számú posta, Óvoda, Iskola, Gimnázium, Autóbusz-állomás, Volánbusz-állomás, HÉV-állomás |
| 43 | Karácsony Sándor utca                              | ∫  | 35, 148, 151, 152, 159                                                                    | Óvoda, Iskola, Gimnázium, Autóbusz-állomás, Volánbusz-állomás, HÉV-állomás                                                                                      |
| ∫  | Karácsony Sándor utca H                            | 10 | 38, 38A, 71, 138, 148, 159, 179, 238, 278 672, 673, 674, 675, 676, 688, 690               | Óvoda, Iskola, Gimnázium, HÉV-állomás |
| ∫  | II. Rákóczi Ferenc út                              | 8  | 38, 38A, 71, 138, 148, 159, 238, 278                                                      | II. számú posta, Szakorvosi rendelő, Csepel Plaza |
| 44 | Görgey Artúr tér                                   | ∫  | 35, 148, 151, 152, 159                                                                    | II. számú posta, Szakorvosi rendelő, Csepel Plaza |
| 45 | Szent István út                                    | ∫  | 35, 159                                                                                   | |
| 46 | Völgy utca (↓) Kossuth Lajos utca (Völgy utca) (↑) | 6  | 35, 159                                                                                   | |
| 47 | Bánya utca (↓) Béke tér (↑)                        | 5  | 35                                                                                        | |
| 48 | Kölcsey utca (↓) Völgy utca (↑)                    | 3  | 35, 71, 152                                                                               | |
| 49 | Dr. Koncz János tér                                | 2  | 35                                                                                        | Iskola |
| 50 | Iskola tér                                         | 1  | 35                                                                                        | Óvoda, Iskola |
| 51 | Szabadság utca (↓) Kölcsey utca (↑)                | 0  | 35                                                                                        | |
| 53 | Jupiter utca                                       | ∫  | 35                                                                                        | |
| 54 | Csepel, Csillagtelep végállomás                    | 0  | 35                                                                                        | Óvoda, Iskola, Gimnázium, Orvosi rendelő |